# Лобузіна Катерина Вілентіївна
Катери́на Віле́нтіївна Лобу́зіна (до шлюбу Ба́рдієр; нар. 8 січня 1968, Київ, УРСР, СРСР) — українська вчена у галузі автоматизованих інформаційно-пошукових систем; інформаційно-пошукових мов; систем організації знань; лінгвістичного забезпечення інформаційно-бібліотечних систем; бібліотечних вебтехнологій. Кандидат технічних наук (2007), Доктор наук із соціальних комунікацій (2013). Директор Інституту інформаційних технологій Національної бібліотеки України імені В. І. Вернадського. Очолює проєкт зі створення, підтримки, наповнення та обслуговування Електронної бібліотеки «Україніка»

## Біографія
У 1984 році відразу після закінчення середньої школи і до 1995 року працювала інженеркою-програмісткою в Центральному ботанічному саду НАН. У 1991 році закінчила Київський університет.
З 1996 року працює в Національній бібліотеці України імені В. І. Вернадського. З 2010 року обіймає керівні посади завідувачки відділом, директора Інституту інформаційних технологій Національної бібліотеки України імені В. І. Вернадського.
В 2013 році захищає науковий ступінь доктора наук із соціальних комунікацій. Один з напрямів наукової діяльності - Міжнародний стандартний бібліографічний опис.
Член редакційної колегії збірника наукових праць «Українська біографістика» Інституту біографічних досліджень Національної бібліотеки України ім. В. І. Вернадського. Керівник проекту «Наука України: доступ до знань», входить до складу Спеціалізованої вченої ради Д26.165.01 та вченої ради Національної бібліотеки України ім. В. І. Вернадського.